# بیماری بیگانه
بیماری بیگانه (به انگلیسی: Cryptogenic Disease)، صورتی از بیماری‌ها است که علت بیماری برای دانش بشری هنوز ناشناخته باشد. بیماری‌هایی با علت نامشخص که علائم بیماری قابل مشاهده باشد نیز در این دسته از بیماری‌ها طبقه‌بندی می‌گردند.
بیماری‌هایی نظیر سیروز کبدی کریپتوژنیک، جزام کریپتوژنیک و برخی از انواع سکته مغزی از بیماری‌های بیگانه به‌شمار می‌آیند.